# ウラジーミル・スヴャトスラヴィチ (ノヴゴロド公)
ウラジーミル・スヴャトスラヴィチ（ロシア語: Владимир Святославич、? - 1200年秋）は、チェルニゴフ公・キエフ大公スヴャトスラフとマリヤ（ポロツク公ヴァシリコの娘）との間の子である。ノヴゴロド公：1180年 - 1181年、フシチイシュ公：1181年 - 1201年。聖名ボリス。

## 生涯
1175年、ウラジーミルは父によって、ウラジーミル大公国のミハイル、フセヴォロド兄弟の援軍の長として派遣された。（ミハイルらはこの時甥のムスチスラフ、ヤロポルク兄弟との闘争を繰り広げていた。）1177年には兄弟のオレグ(ru) と共に、チェルニゴフ軍を指揮してフセヴォロドの援軍に向かい、リャザン公グレプと戦った（コロクシャの会戦(ru)）。
1180年にノヴゴロド公となり、スモレンスク公ダヴィドと、ドルツクで対峙するチェルニゴフ軍への援軍を派遣した。しかしノヴゴロド軍の不在の間に、ノヴゴロド領のトルジョークをフセヴォロド（上記のフセヴォロド）に奪われた。この行為はノヴゴロドの人々にとって、自分たちの公を誰にするかという重要な選択を迫る役割を演じることになった。ウラジーミルは追放され、ルーシ南部の父の元に身を寄せた。なおノヴゴロド公位にはヤロスラフが就いた。
1185年、ノヴゴロド・セヴェルスキー公イーゴリらがポロヴェツ族に敗れた後、ウラジーミルと兄弟のオレグは、ポロヴェツ族汗グザークの軍からポセミエ地方の防衛に成功した。1191年にはイーゴリの指揮するポロヴェツ族への遠征に参加した。
『イーゴリ軍記』の研究者であるA.チェルノフは、ウラジーミルを『イーゴリ軍記』の作者とする仮説を立てている。

## 妻子
妻はウラジーミル大公ミハイルの娘・プレブラナ（聖名マリヤ・1178年結婚）。子は残さなかったという説と、モンゴルのルーシ侵攻の際に戦死した数人の子がいたという説がある。